# Scheloribates thermophilus
Scheloribates thermophilus är en kvalsterart som beskrevs av Hammer 1961. Scheloribates thermophilus ingår i släktet Scheloribates och familjen Scheloribatidae.

## Underarter
Arten delas in i följande underarter:
- S. t. thermophilus
- S. t. corolevuensis